# 癲鳳狂龍
《癲鳳狂龍》，是1984年上映的一部香港喜劇片，由藍乃才執導，方逸華監製，陳百祥、馮淬帆、惠英紅主演。

## 劇情
講述兩個警察及一個線人的故事。故事開初費仕帆（馮淬帆 飾）打算打劫銀行，巧遇休班警察何律勁（陳百祥 飾）到銀行泡妞，混亂間帆之打劫字條與勁之泡妞字條對掉，帆經一番追逐逃去後又到戲院搶劫，恰搶劫到警察史太鳳（惠英紅 飾）之手袋，鳳因要應付其討厭警察之男友而不了了之。勁帶疲倦之身軀回家，恰巧鳳之男友（龍天生 飾）擋住升降機門向鳳道甜言蜜語示愛令其須走樓梯上樓，勁憤而設法令鳳之男友丟臉。勁帶女友去賓館開房，卻被查房的史太鳳抓到警局，好報之前欺負她男友之仇。

其後何律勁（陳百祥 飾）與史太鳳（惠英紅 飾）一同受上司（Ken Boyle 飾）指派當卧底調查毛仁勝（石堅 飾）印假鈔案件，當線人的費仕帆指示他們找七叔調查，反被毛仁勝手下捉拿險被殺死，因而結怨。勁之女友要與他人結婚，鳳之男友知道她是警察後分手，勁和鳳失戀後和帆一起去喝酒，鳳回到家發現三個人脫光睡在一起，鳳沒收勁和帆的錢直到確認經手人是誰。最後結局是勁和帆為勢所逼要一起迎娶鳳，但最後卻雙雙落跑了！

## 演員表
| 演員      | 角色                                                                        |
| 陳百祥    | 何律勁 阿勁 初與帆及鳳不和，後一同以卧底身份調查毛仁勝                      |
| 馮淬帆    | 費仕帆 不務正業，初與勁及鳳不和，後一同以卧底身份調查毛仁勝                 |
| 惠英紅    | 史太鳳 阿鳳 向男朋友隱瞞警察身份 初與帆及勁不和，後一同以卧底身份調查毛仁勝 |
| 石堅      | 毛仁勝                                                                      |
| 陳惠敏    | 疱疹 毛仁勝手下 負責招募新成員                                              |
| 黎燕珊    | 毛仁愛                                                                      |
| 鄭即明    |                                                                             |
| 關雪麗    | 阿玲 阿勁之女朋友 與阿勁分與肥仔強結婚                                      |
| 許瑩英    | 阿玲之母                                                                    |
| 不詳      | 阿Dee 阿玲之弟                                                              |
| 龍天生    | 阿祥 阿鳳之男朋友 不知道阿鳳是警察 極度討厭警察 知道阿鳳是警察後分手        |
| Ken Boyle | 何律勁及史太鳳之上司                                                        |
| 魚頭雲    | 費仕帆之介紹人                                                              |
| 梁鴻華    | 毛仁勝手下                                                                  |

## 電影歌曲
| 歌名       | 演唱者 | 作曲   | 填詞   |
| 〈我醉了〉 | 鍾鎮濤 | 鍾鎮濤 | 盧永強 |

## 外部連結
- 香港影庫上《癲鳳狂龍》的資料（繁體中文）
- 互联网电影数据库（IMDb）上《癲鳳狂龍》的资料（英文）